# Jörg Wollenberg

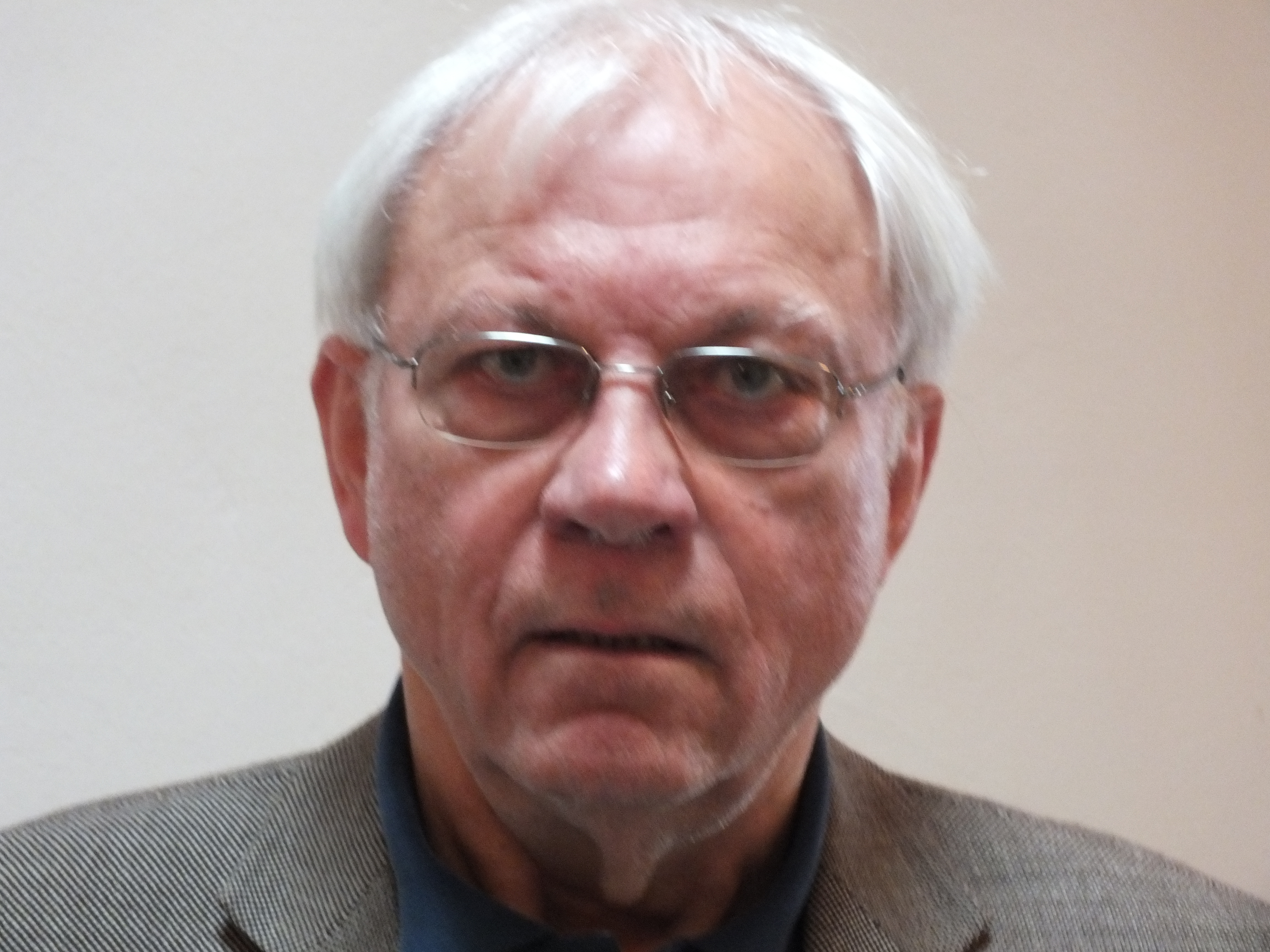
Jörg Wollenberg, Juni 2016

Jörg Wollenberg mit dem Arbeiterveteran Detlef Dahlke (Mitte) im Seminar Peter Weiss und Arbeiterbildung (2014)

Jörg Rüdiger Wollenberg (* 30. Januar 1937 in Ahrensbök, Ostholstein) ist ein deutscher Historiker, Erwachsenenbildner und Autor. Er war Hochschullehrer für Weiterbildung mit dem Schwerpunkt politische Bildung an der Universität Bremen und Direktor der Volkshochschulen in Bielefeld und Nürnberg.

## Biographie
Jörg Wollenberg wuchs in Ahrensbök auf, wo sein Vater als Müllermeister nach dem Krieg einen Landhandel gründete. Als Achtjähriger sah er am 12. April 1945 rund 300 KZ-Häftlinge durch Ahrensbök ziehen. Die Kleinstadt in der Nähe von Lübeck lag am Ende eines dreimonatigen Marsches (KZ Fürstengrube-Todesmarsch), der von Auschwitz-Fürstengrube über Mauthausen und Nordhausen (Mittelbau-Dora) bis nach Ostholstein ging. „Ich stand an der Straße und sah diesen Elendszug“, schildert Wollenberg die Eindrücke, „ausgemergelte Gestalten schleppten sich mühsam fort – es waren Skelette von Menschen.“ Er studierte später aufgrund dieser Erfahrung Auschwitz-Akten und ging individuellen Schicksalen nach.

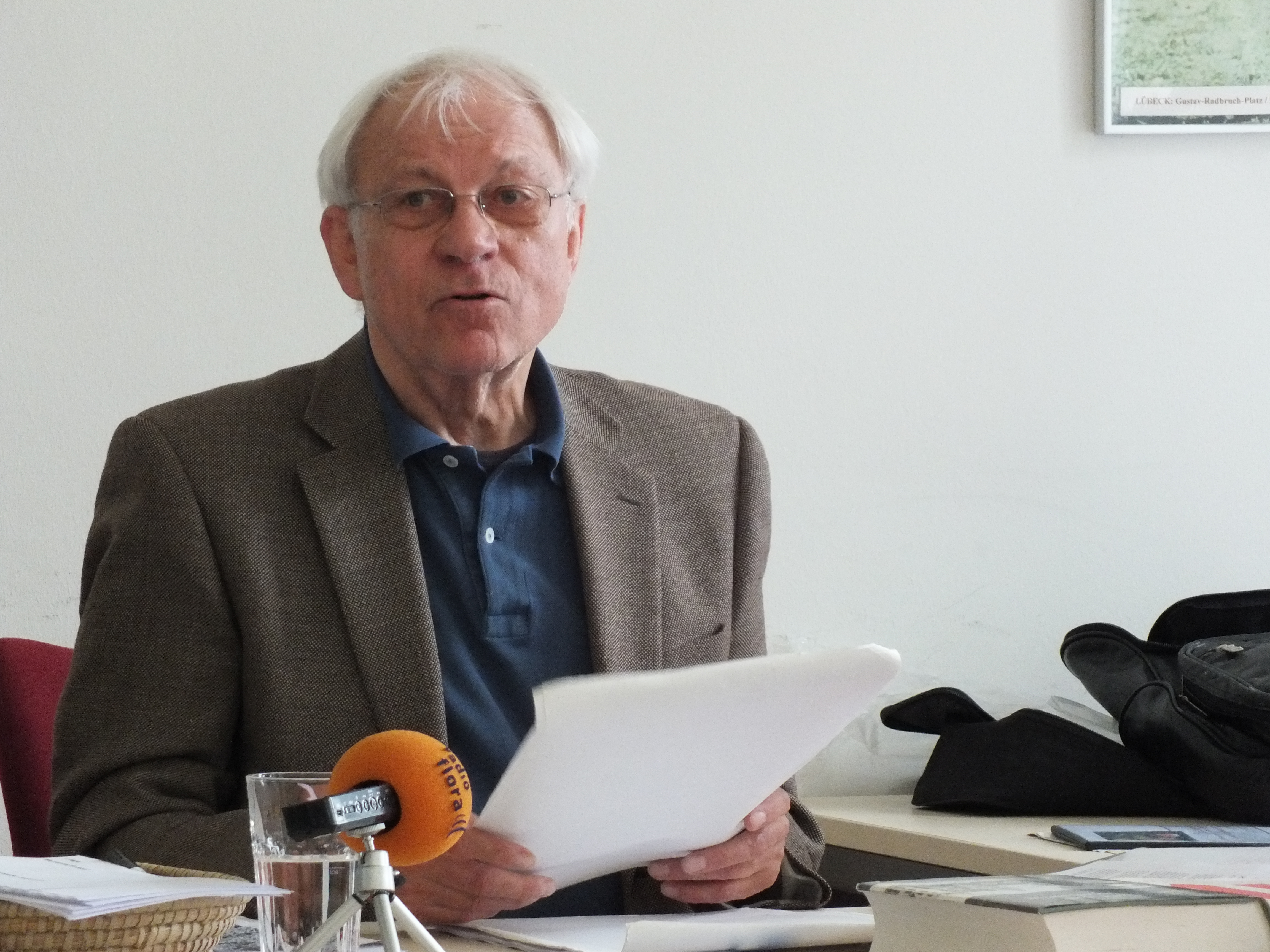
Jörg Wollenberg bei einem Vortrag in der Gedenkstätte Ahrensbök 2016

Er studierte Geschichte, Germanistik, politische Wissenschaften und Philosophie an der Universität Hamburg und der Universität Göttingen. Darüber hinaus war er Stipendiat des Auswärtigen Amtes an der Sorbonne in Paris. Es folgten das Staatsexamen für das Höhere Lehramt (1965) und die Promotion zum Dr. phil. (1975). Während und nach dem Studium absolvierte er Lehrtätigkeiten an den Heimvolkshochschulen Mariaspring und Goslar. Seit 1965 war er pädagogischer Mitarbeiter bei den Landesarbeitsgemeinschaften für ländliche Erwachsenenbildung und bei Arbeit und Leben in Hannover und Göttingen (1966–1971). Die Volkshochschule der Stadt Bielefeld leitete er 1971–1978, die Heimvolkshochschule Heinrich Hansen e. V. in Hörste (Lage) 1974–1975 und das Bildungszentrum der Stadt Nürnberg 1985–1992. Lehraufträge und Gastprofessuren führten ihn unter anderem nach Paris, Cagliari und New York. Von 1978 bis zu seinem Ruhestand 2001 war er Professor für Weiterbildung mit dem Schwerpunkt politische Bildung an der Universität Bremen. Er gehörte zu den Gründern der Gedenkstätte Ahrensbök. Wollenbergs Arbeit brachte zahlreiche Veröffentlichungen zur Geschichte der Arbeiterbewegung und des Widerstands gegen den Nationalsozialismus, der Judenverfolgung und der NS-Kriegsverbrechen, zur Arbeit der Gedenkstätten, der Erwachsenenbildung und politischen Kultur vom 17. Jahrhundert bis zum 21. Jahrhundert hervor.
Ein besonderer Aspekt in der Forschung Wollenbergs war es, die Geschichte der Arbeiterbewegung und ihrer Organisationen in Göttingen, Bremen, Bielefeld und Nürnberg und dabei die Bedeutung der Bildungsarbeit für den Politisierungsprozess zu untersuchen. Neben den traditionellen Quellen wurde in enger Kooperation mit Vertretern der Arbeiterorganisationen auf das Erinnerungsvermögen von Arbeiterveteranen zurückgegriffen (Oral History-Project). Das umfangreiche Interviewmaterial bildete auch die Grundlage für die Aufzeichnung von Lebensgeschichten (Arbeiterbiographien). Ein weiterer Schwerpunkt bestand darin, die Materialien nicht nur in Form wissenschaftlicher Darstellungen zu veröffentlichen, sondern zugleich nach Möglichkeiten zu suchen, mit diesen Materialien das historisch-politische Erinnerungsvermögen in der Bildungsarbeit der Gewerkschaften und der Volkshochschulen zu stärken. Er gehörte mit Peter Alheit zu den Gründern des „Vereins für Sozialgeschichte und Biographieforschung“ in Bremen 1983 und mit Gerd Lobodda des „Abendroth-Forums“ in Nürnberg 1985. Mit Renate Schmidt, Hermann Glaser und Gerd Lobodda war er ab 1991 Herausgeber der Nürnberger Beiträge zur Erwachsenenbildung. In Bremen hat er viele Jahre Peter-Weiss-Lesegruppen zur Ästhetik des Widerstands betreut.
Wollenberg hat viele Jahre gemeinsam mit dem Arbeiterveteranen und Gewerkschaftler Detlef Dahlke (1926-2017) die Geschichtsgruppe der IG Metall in Bremen geleitet und mit ihm Seminare und Veranstaltungen zu Peter Weiss durchgeführt.
Jörg Wollenberg ist auch in tagesaktuellen Medien präsent, so regelmäßig in der Tageszeitung junge Welt und der Zeitschrift Ossietzky, gelegentlich in der taz.
Er ist entfernt mit Erich Wollenberg verwandt.

## Buchveröffentlichungen
- Richelieu. Kircheninteresse und Staatsräson. Bielefeld 1977, ISBN 3-88024-020-5; französische Ausgabe: Les trois Richelieu. Servir Dieu, le Roi et la Raison. Paris 1995, ISBN 2-86839-378-0.
- Arbeiterbildung. Haupttendenzen der Bildungsarbeit in ihrer geschichtlichen Entwicklung. FU Hagen 1983.
- mit Walter Fabian u. a.: Lernen aus verpassten Chancen. Szenische Dokumentation und Lieder zur Geschichte der Arbeiterbewegung. Frankfurt am Main 1984, ISBN 3-88442-013-5.
- mit Lore Kleinert, Mechthild Müser und Dieter Pfliegensdörfer: Von der Krise zum Faschismus. Bremer Arbeiterbewegung 1929–1933. Frankfurt am Main 1983, ISBN 3-88442-007-0.
- Die AG „Weser“ zwischen Sozialpartnerschaft und Klassenkampf. Arbeitskämpfe und politische Streiks der Bremer Werftarbeiter. Bremen 1984, ISBN 3-88107-042-7.
- 8. Mai 1945: Neugeordneter Wiederaufbau oder verhinderte Neuordnung? Universität Bremen 1985.
- mit Peter Alheit und Gerd Lobodda: Wie wir leben wollen. Krise der Arbeitsgesellschaft. Widerstand, Reform und Perspektiven. Hamburg 1986, ISBN 3-87975-369-5.
- mit Jörg Friedrich: Licht in den Schatten der Vergangenheit. Zur Enttabuisierung der Nürnberger Kriegsverbrecherprozesse. Frankfurt am Main 1987, ISBN 3-548-33088-6.
- Niemand war dabei und keiner hat’s gewusst. Die deutsche Öffentlichkeit und die Judenverfolgung 1933–1945. München 1989 (USA-Ausgabe: The German Public and the Persecution of the Jews 1933–1945. New Jersey 1996, ISBN 0-391-03914-8).
- Von der Hoffnung aller Deutschen. Wie die BRD entstand 1945–1949. Köln 1991, ISBN 3-89438-016-0.
- mit Peter Schönlein und Jerzy Wyrozumski: Menetekel. Das Gesicht des Zweiten Weltkriegs. Krakau 1991, ISBN 83-233-0459-9.
- Erfahrung und konkrete Utopie. Positionen – Projekte – Perspektiven zur politischen Bildung und regionalen Kulturarbeit. Nürnberg 1992, ISBN 3-87191-172-0.
- Den Blick schärfen. Gegen das Verdrängen und Entsorgen. Beiträge zur historisch-politischen Aufklärung. Bremen 1998, ISBN 3-931737-48-9.
- Völkerversöhnung oder Volksversöhnung. Volksbildung und politische Bildung in Thüringen in den zwanziger Jahren. Bremen 1998, ISBN 3-931737-51-9.
- Ahrensbök, eine Kleinstadt im Nationalsozialismus. Konzentrationslager – Zwangsarbeit – Todesmarsch. Bremen 2000, ISBN 3-86108-767-7.
- Unsere Schule war ein KZ. Dokumente zu Arbeitsdienst, Konzentrationslager und Schule in Ahrensbök von 1930–1945. Bremen 2001, ISBN 3-86108-783-9.
- A Letter to Debbie. Die Befreiung des Dachauer Aussenlagers Landsberg-Kaufering. Eine Ausstellung von Yardena Donig-Youner. Bremen 2002, ISBN 3-934836-31-3.
- Politische Arbeiterbiographien: Käthe Popall. Ein schwieriges politisches Leben. Bremen 1985, ISBN 3-88132-064-4.
- Otto Kraus. Ein IG Metaller der ersten Stunde. Bremen 1987, herausgeben mit Peter Alheit; In Ergänzung dazu entstanden seit 1973 zahlreiche Ausstellungen und Arbeiterbiographien auf Video. Vgl. u. a. Begleitheft zur Videofilmreihe Bremer Arbeiterbiographien, herausgegeben von Heinz-Gerd Hofschen, Bremen 1991.
- Ausgewählte Schriften von Theodor Lessing, herausgegeben mit Helmut Donat: „Bildung ist Schönheit“ Autobiographische Zeugnisse und Schriften zur Bildungsreform (Band I, Bremen 1995, ISBN 3-924444-84-6); „Wir machen nicht mit.“ Schriften gegen den Nationalismus und zur Judenfrage. Mit einem Beitrag von Walter Grab und Zeichnungen von Alfred Hrdlicka, (Band II, 1997, ISBN 3-931737-16-0; „Theaterseele und Tomi melkt die Moralkuh“. Schriften zu Theater und Literatur. Mit Beiträgen von Hanjo Kesting und Henning Rischbieter sowie Zeichnungen von Christoph Niess. (Band III, 2003, ISBN 3-934836-60-7).
- mit Arno Klönne und Karl A. Otto: Freiheit, Wohlstand, Bildung für alle! Vom Buchdruckerverband zu ver.di. Ein Lese-Bilder-Buch. Hamburg 2004, ISBN 3-89965-083-2.
- Das Wunder von Hörste. 50 Jahre politische Bildung in Lage-Hörste. Hamburg 2004, VSA-Verlag, ISBN 978-3-89965-084-6.
- mit Heiner Karuscheit, Jörn Wegner und Klaus Wernecke: Macht und Krieg – Hegemoniekonstellationen und Erster Weltkrieg, Hamburg 2014, VSA-Verlag, ISBN 978-3-89965-621-3.
- Pergamonaltar und Arbeiterbildung: „Linie Luxemburg-Gramsci – Voraussetzung: Aufklärung der historischen Fehler“ (Peter Weiss), Hamburg 2005, VSA-Verlag, Sozialismus Supplement; [Jg. 32], Suppl. 5, ISBN 3-89965-924-4.
- Krieg der Erinnerungen – von Ahrensbök über New York nach Auschwitz und zurück. Eine Spurensuche. Band 1, Sujet-Verlag, Bremen 2016, ISBN 978-3-944201-94-8.
- Die andere Erinnerung – Spurensicherung eines widerständigen Grenzgängers. Band 2, Sujet-Verlag, Bremen 2017, ISBN 978-3-944201-95-5.
- Mehr Demokratie mit Kultur und Bildung wagen – Ein kritischer Blick auf 100 Jahre Volkshochschulen, Trafo-Verlag, Berlin 2020, ISBN 978-3-86464-063-6.
- Eine Vergangenheit, die nicht vergeht… Von Holstein über Nürnberg und Bremen nach Auschwitz und zurück zur Gedenkstätte Ahrensbök, Trafo-Verlag, Berlin 2020, ISBN 978-3-86464-064-3.

## Zeitschriftenveröffentlichungen
- „Warten auf Godot“ hinter Gittern. In: Ossietzky , 9/16
- Spanien war ihre Hoffnung. In: Ossietzky, 7/2016
- „Frieden“ mit der Ukraine. In: Ossietzky, 5/2015
- Vom Kriegsgegner zum „Novemberverbrecher“. In: Ossietzky, 11/2014
- Wilhelm Dittmann – Ein ungeliebter demokratischer Sozialist. In: Zeitschrift Z, Nr. 115, Sept., 2018
- Auf der Suche nach der „Volksgemeinschaft“ – Fluchtwege in der Krise der bürgerlichen Gesellschaft nach 1918. In: Beiträge zur Geschichte der Arbeiterbewegung (BzG), 4/2020, S. 3–67
- Der Trümmerhaufen als Aussichtsturm. Internationale Zusammenarbeit der europäischen Linken im Kontext von Verfolgung und Exil. In: Spurensuche, Wien 26. Jg., S. 67–96
- Seit gestern bei Mißler. Kannst mich denn mal besuchen. Zur Geschichte der frühen Bremer Konzentrationslager Mißler und Ochtumsand 1933/34, In: Bremisches Jahrbuch 2011, Bd. 70, S. 201–243.
- Goethe in Dachau – Beethoven in Auschwitz. Das Konzentrationslager als Lernort der geistigen Selbstbehauptung in Grenzsituationen. In: Jahrbuch zur Geschichte der Arbeiterbewegung 2012/II, S. 33–58
- Für Frieden, Freiheit und Sozialismus und vom Traum von Europas Vereinigten Staaten – Konzepte zur Neuordnung Deutschlands von Hermann Brill in Buchenwald und Willy Brandt im skandinavischen Exil. In: Sozialistische Politik und Wirtschaft (spw), Heft 226, 3/2018, S. 78-84 und 4/2018, S. 86–89

## Ausstellungen
- 80 Jahre Spanischer Bürgerkrieg, 2017, Bremen, Lübeck und Göttingen

## Belege
1. ↑  Artikel aus dem Aufbau-Deutsch-Jüdische Zeitung, New York, Nr. 21 vom 19. Oktober 2000.
2. ↑  Vorwort von Karl Heinz Roth in: Jörg Wollenberg - Die andere Erinnerung - Spurensicherung eines widerständigen Grenzgängers, Krieg der Erinnerungen, Band II, sujet verlag, Bremen 2017, S. 7–9
3. ↑  Orhan Çalışır: Zur Erinnerung an Detlef Dahlke (1926-2017) Senioren-Zeitung WIR Bremen Nr. 31 2017, S. 24–25.
4. ↑  Jörg Wollenberg: Vergessene Spanienkämpfer, Wir – Seniorenzeitung, Herausgeber: Arbeitskreis DGB-SeniorInnen Bremen, Nr. 27-2016.
5. ↑  Sujet-Verlag Bremen

| Personendaten    | Personendaten                                 |
| ---------------- | --------------------------------------------- |
| NAME             | Wollenberg, Jörg                              |
| ALTERNATIVNAMEN  | Wollenberg, Jörg Rüdiger (vollständiger Name) |
| KURZBESCHREIBUNG | deutscher Historiker und Autor                |
| GEBURTSDATUM     | 30. Januar 1937                               |
| GEBURTSORT       | Ahrensbök                                     |